# Oxyde d'europium(III)
Pour les articles homonymes, voir Oxyde d'europium.
L'oxyde d'europium(III), ou simplement oxyde d'europium,  de formule Eu2O3, est l'oxyde d'europium dans lequel l'europium est au nombre d'oxydation III.
Il peut se former par combustion dans l'air de l'europium métallique,.
Il peut réagir avec les acides pour former les sels correspondants d'europium(III).

## Cristallographie
On connaît deux polymorphes de l'oxyde d'europium(III), avec pour structures cristallines :
- monoclinique (mS30, groupe d'espace C2/m, n° 12)[4] ;
- cubique (cI80, groupe d'espace Ia3, n° 206)[5]. Cette structure est similaire à celle de l'oxyde de manganèse(III).

| - Structure monoclinique. - Structure cubique. |

## Utilisation
Il est largement utilisé comme « phosphore » rouge ou bleu dans les téléviseurs couleur à tube cathodique et les lampes fluorescentes, et comme activateur pour les phosphores à base d'yttrium. Il est également utilisé comme agent dans la fabrication du verre fluorescent. La fluorescence de l'europium est utilisée dans les phosphores anti-contrefaçon des billets de banque en euros.